# Laviana
Laviana – gmina w Hiszpanii, w prowincji Asturia, w Asturii, o powierzchni 130,99 km². W 2011 roku gmina liczyła 14 044 mieszkańców.